# Haićanski gourd
Haićanski gourd (fr. gourde, kreolski: goud), ISO 4217: HTG je valuta Haitija. Dijeli se na 100 centima, a u domaćem platnom prometu označava se simbolom G.
Prvi gourd predstavljen je 1813. godine, kada je zamijenio tadašnji livre. Središnja banka izdaje kovanice od 5, 10, 20, 50 centima, 1 i 5 gourda, te novčanice od 1, 2, 5, 10, 25, 50, 100, 250, 500 i 1000 gourda.

## Vanjske poveznice
- Banka Haitija  Arhivirana inačica izvorne stranice od 13. siječnja 2019. (Wayback Machine)